# Zapatera
Zapatera – wyspa o powierzchni 52 km² utworzona przez nieaktywny wulkan tarczowy o tej samej nazwie. Wyspa znajduje się w południowo-wschodniej części Nikaragui, w północnej części jeziora Nikaragua i jest częścią departamentu Granada. Od 1983 jest jednym z 78 parków narodowych Nikaragui. Według spisu z 2005 wyspę zamieszkiwało 566 mieszkańców.
Obecni mieszkańcy to mała społeczność zajmująca się głównie rolnictwem, rybołówstwem i hodowlą bydła zamieszkująca zazwyczaj brzegi wyspy.

## Fauna i flora
Mimo działalności człowieka na wyspie utrzymuje się gęsty las tropikalny, który jest domem dla takich zwierząt jak jelenie, dzikie koty (w tym jaguary i oceloty) czy pancerniki. Wśród ptaków można spotkać sokoły, Psarocolius, tukany, papugi.

## Geografia
Wyspa jest drugą po Ometepe co do wielkości wyspą na jeziorze Nikaragua i jest oddalona od niej o 30 km. Wyspa przypomina rozmiarami prostokąt o nieregularnej linii brzegowej (pełna zatoczek i półwyspów) i wymiarach 7 na 10 km. Zapatera w północno-wschodniej części oddalona jest od lądu o około 1 km. W porze suchej z uwagi, iż część tego jeziora jest płytka głębokość wody w okolicach wysp wynosi około 1 m.
Zapatera pokryta jest gęstą roślinnością oraz licznymi wzniesieniami z czego najwyższe nosi nazwę Cerro Grande(wyłączając stożek wulkanu). Rozwój roślinności na wyspie, w ostatnich latach spadł z powodu wycinania lasów i pastwisk. Wyspa zawiera gorące źródła, strumienie, a po jej północnej stronie znajduje się laguna o średnicy około 600 m. Wokół wyspy znajduje się ponad 10 małych wysepek w tym El Muerto, Jesús Grandes, El Platano i El Armado stanowiąc razem archipelag Zapatera.
Nieaktywny wulkan zlokalizowany na wyspie wznosi się na 639 m n.p.m. i tworzy w centralnej części wyspy kalderę o średnicy 2 km.

## Znaczenie archeologiczne
Zapatera i wyspy satelitarne kryją ogromne ilości pozostałości po obecności ludzi z okresu prekolumbijskiego, dzięki badaniom znaleziono wiele posągów, petroglifów, ceramiki i wiele innych artefaktów z tego okresu. Pierwsze odkrycia petroglifów oraz 15 posągów miały miejsce w 1849, natomiast pierwsze wykopaliska były prowadzone przez szwedzką przyrodnik Carl Bovallius w 1883, która odkryła na wyspie 25 posągów. Do dziś na wyspie są trzy stanowiska archeologiczne Zonzapate, Jiquilito i Las Canas.
Znalezione na wyspie posągi (w sumie ponad  30) przestawiają postacie będące połączeniem człowieka i zwierzęcia, prawdopodobnie przedstawiają bogów lub osoby ważne dla lokalnego społeczeństwa. Wykonane są z czarnego bazaltu i mają od 1,1 do 2,25 m wysokości przy maksymalnie 60 cm średnicy. Posągi wykonane były przez członków plemion Chorotega i Nahualt, którzy przybyli tutaj z Meksyku (tam również można znaleźć podobne rzeźby), rzeźby powstały prawdopodobnie w okresie około 800-1350 roku n.e.. Większość posągów została wywieziona z wyspy, sporą ich kolekcję można zobaczyć w Cultural Center 'Convento de San Francisco’  w Granadzie.